# Chandrayaan-3
Chandrayaan-3 és la tercera missió del programa Chandrayaan, una sèrie de missions d'exploració lunar desenvolupades per l'Organització Índia d'Investigació Espacial (ISRO).
La missió va consistir en fer un allunatge del mòdul de descens Vikram i de l'astromòbil lunar Pragyan.
Es va llançar des del Centre Espacial Satish Dhawan el 14 de juliol de 2023. La nau espacial va entrar en l'òrbita lunar el 5 d'agost. I va allunar el 23 d'agost de 2023 prop del pol sud de la Lluna, a 69° S, convertint així l'Índia en el primer país en allunar un artefacte en una latitud tan baixa del nostre satèl·lit. Chandrayaan-3 també va convertir ISRO en la quarta agència espacial a allunar amb èxit a la Lluna, després de Roscosmos, la NASA i la CNSA.
El mòdul de descens no va ser construït per suportar les fredes temperatures de la nit lunar i per això la missió va finalitzar dotze dies després amb la posta de sol sobre el lloc d'allunatge. El 22 de novembre de 2023, el mòdul de propulsió, encara operatiu, va tornar des de l'òrbita lunar a una òrbita terrestre alta, per tal de fer observacions científiques contínues de la Terra.

## Objectius
Els objectius de la missió eren els següents:
1. Enginyeria i implementació d'un mòdul de descens que allunés de manera segura i suau a la superfície de la Lluna.
2. Observació i demostració de les capacitats de conducció d'un astromòbil a la Lluna.
3. Realització i observació d'experiments sobre els materials disponibles a la superfície lunar per entendre millor la composició de la Lluna.[9]

## Nau espacial

### Disseny
Chandrayaan-3 consta de tres components principals: un mòdul de propulsió, el mòdul de descens Vikram i l'astromòbil Pragyan.

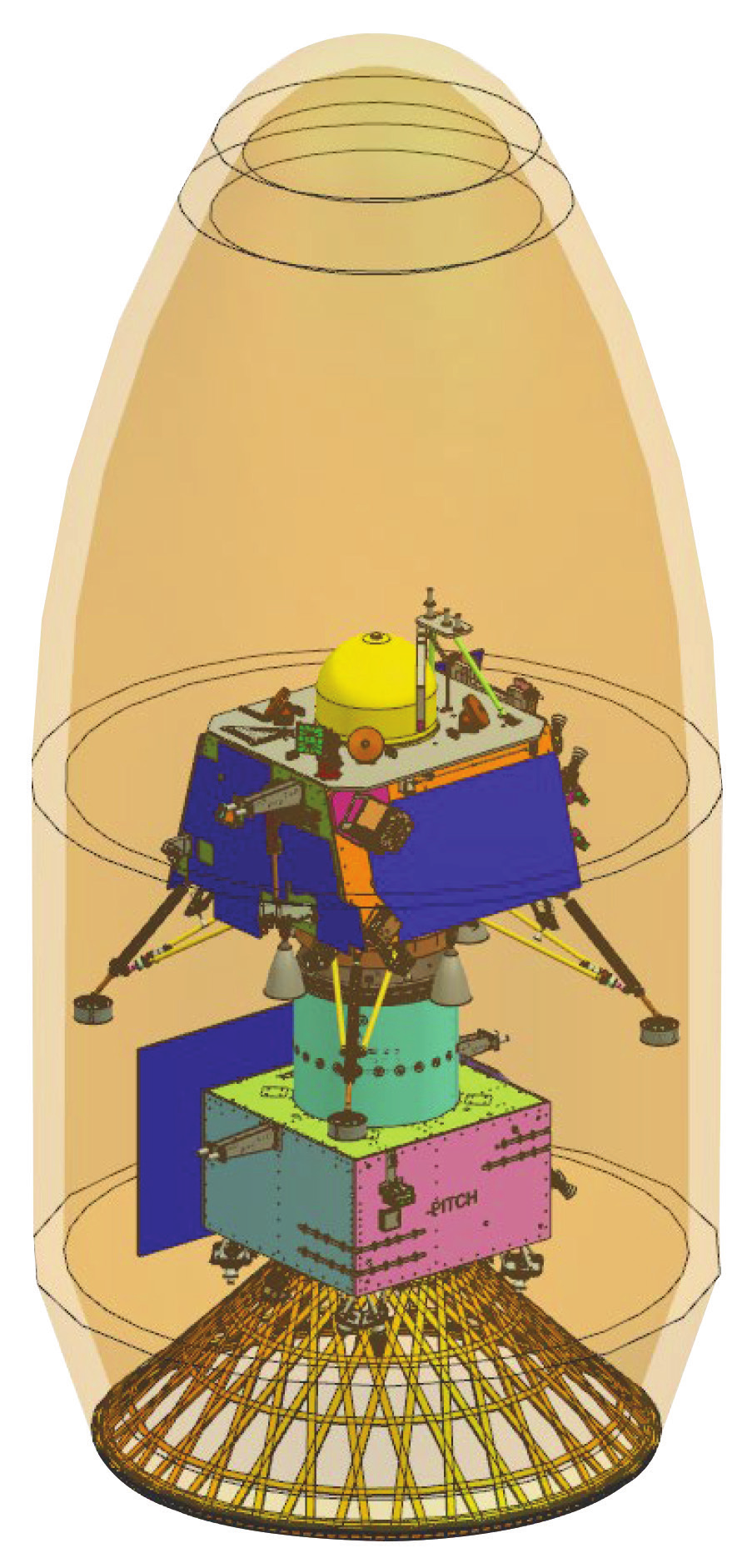
Chandrayaan-3 encapsulat dins del carenat de càrrega útil deLVM3
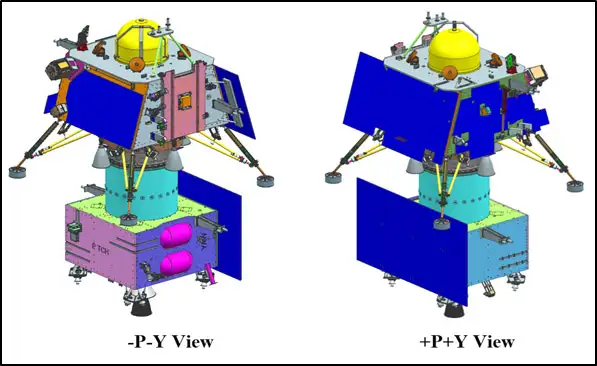
Components integrats de Chandrayaan-3

#### Mòdul de propulsió
El mòdul de propulsió va portar la configuració del mòdul de descens i l'astromòbil fins a l'òrbita lunar situada a cent quilómetres d'alçada. Era una estructura en forma de caixa amb un gran panell solar muntat a un costat i una estructura de muntatge cilíndrica per a l'allunatge (el con adaptador intermodular) a la part superior.
El mòdul de propulsió funciona amb dues unitats de calefacció de radioisòtops (RHU per les seves sigles en anglès). Les RHU mantenen les naus espacials a la seva temperatura operativa utilitzant la descomposició del material radioactiu per generar electricitat per alimentar els escalfadors.

El 4 de desembre de 2023, ISRO va informar que el mòdul de propulsió es va reinserir en una òrbita al voltant de la Terra. L'objectiu principal de la reinserció era permetre les observacions de la Terra mitjançant instruments espectrals i polarimètrics. 

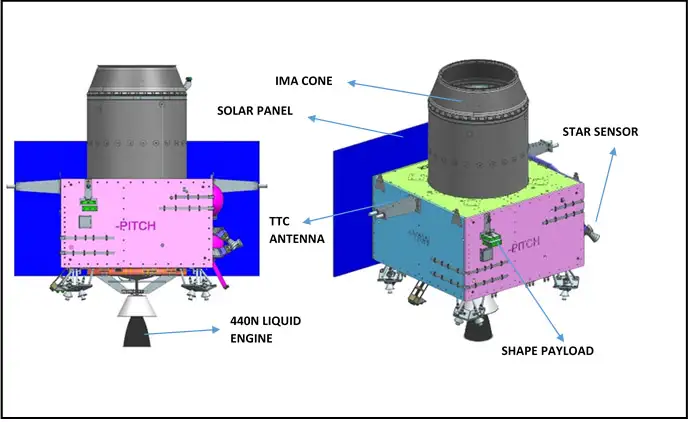
Mòdul de propulsió

#### El mòdul de descens
El mòdul de descens Vikram va ser responsable de l'allunatge suau a la Lluna. També té forma de caixa, amb quatre potes d'allunatge i quatre propulsors capaços de produir 800 newtons d'empenta cadascun. Portava l'astromòbil i disposava de diversos instruments científics per realitzar anàlisis in situ. En totes les fases del descens podia controlar l'altitud i l'empenta. A més, estava equipat amb un velocímetre làser Doppler (LDV) per permetre-li mesurar l'altitud en tres direccions.

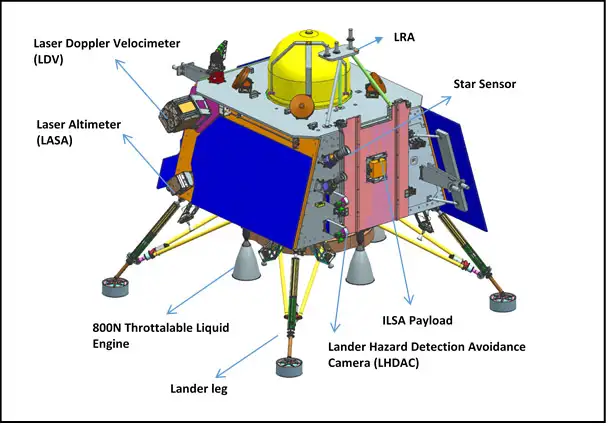
Mòdul de descens

#### L'astromòbil
L'astromòbil Pragyan és un vehicle de sis rodes amb una massa de 26 quilograms. Fa 917 per 750 per 397 mil·límetres en mida. La seva missió fou fer múltiples mesures per donar suport a la investigació sobre la composició de la superfície lunar, la presència de gel d'aigua al sòl lunar, la història dels impactes lunars i l'evolució de l'atmosfera de la Lluna. 

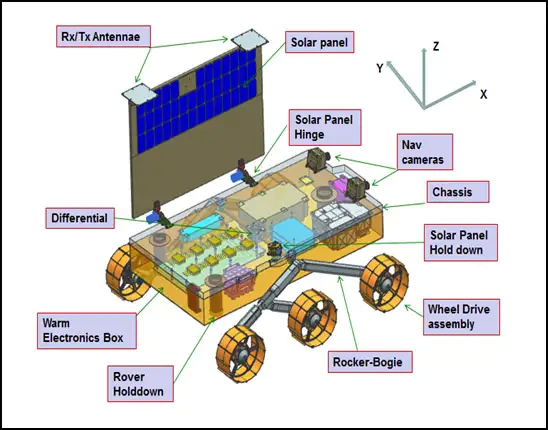
Astromòbil Pragyan

## Experiment "Hop"
El 3 de setembre de 2023, el mòdul de descens Vikram va engegar els seus motors per fer un breu "Hop" (salt) a la superfície lunar, ascendint 40 cm fora de la superfície lunar i traslladant-se una distància similar de forma lateral per la superfície. La prova va demostrar les capacitats que es poden utilitzar en futures missions de retorn de mostres.

## Resultats científics

### Variació de temperatura
L'agència de l'espai ISRO va publicar dades de les observacions fetes per ChaSTE (sigles angleses d'Experiment Termofísic de Superfície Chandra), un dels quatre instruments del mòdul de descens.
ChaSTE fou dissenyat per estudiar la conductivitat tèrmica de la superfície de la Lluna i mesurar les diferències de temperatura en diferents punts de la superfície i per sota, amb l'objectiu general de crear un perfil tèrmic de la Lluna.

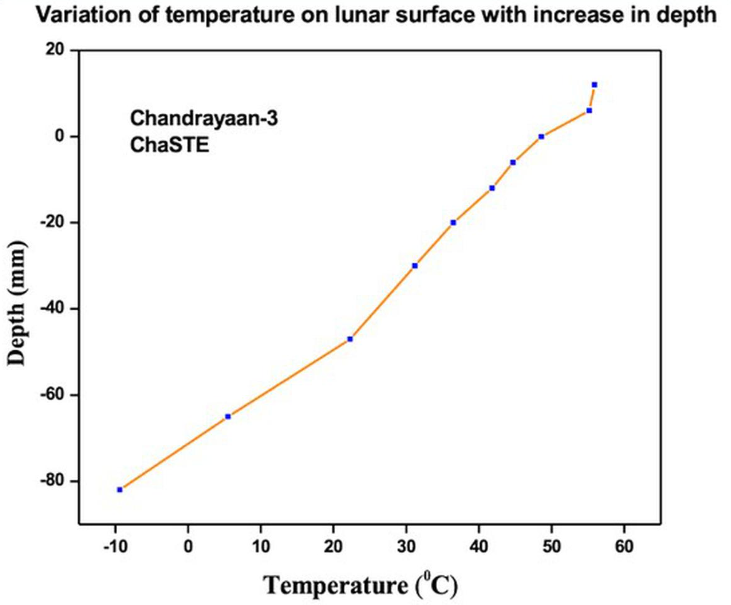
El gràfic de la variació de temperatura a través del sòl lunar en un punt de la regió polar solar, mesurat per l'instrument ChaSTE

El científic de l'ISRO BH Darukesha va dir que "no s'esperava" l'alt interval de temperatures de 70 graus Celsius a prop de la superfície.

### Detecció de sofre
El 29 d'agost de 2023, l'agència espacial ISRO va informar que l'instrument de l'espectroscopi de ruptura induïda per làser (LIBS) a bord de l'astromòbil lunar Pragyan havia confirmat "de manera inequívoca" la presència de sofre a la superfície lunar prop del pol sud, mitjançant "primeres mesures in situ". La presència de sofre a la Lluna ja era coneguda amb anterioritat; però, va ser detectat per primera vegada al pol sud per l'astromòbil hindú.
A part del sofre, l'astromòbil també va detectar altres elements com alumini (Al), calci (Ca), ferro (Fe), crom (Cr), titani (Ti), manganès (Mn), silici (Si) i oxigen (O). L'agència va dir que també està buscant hidrogen (H).

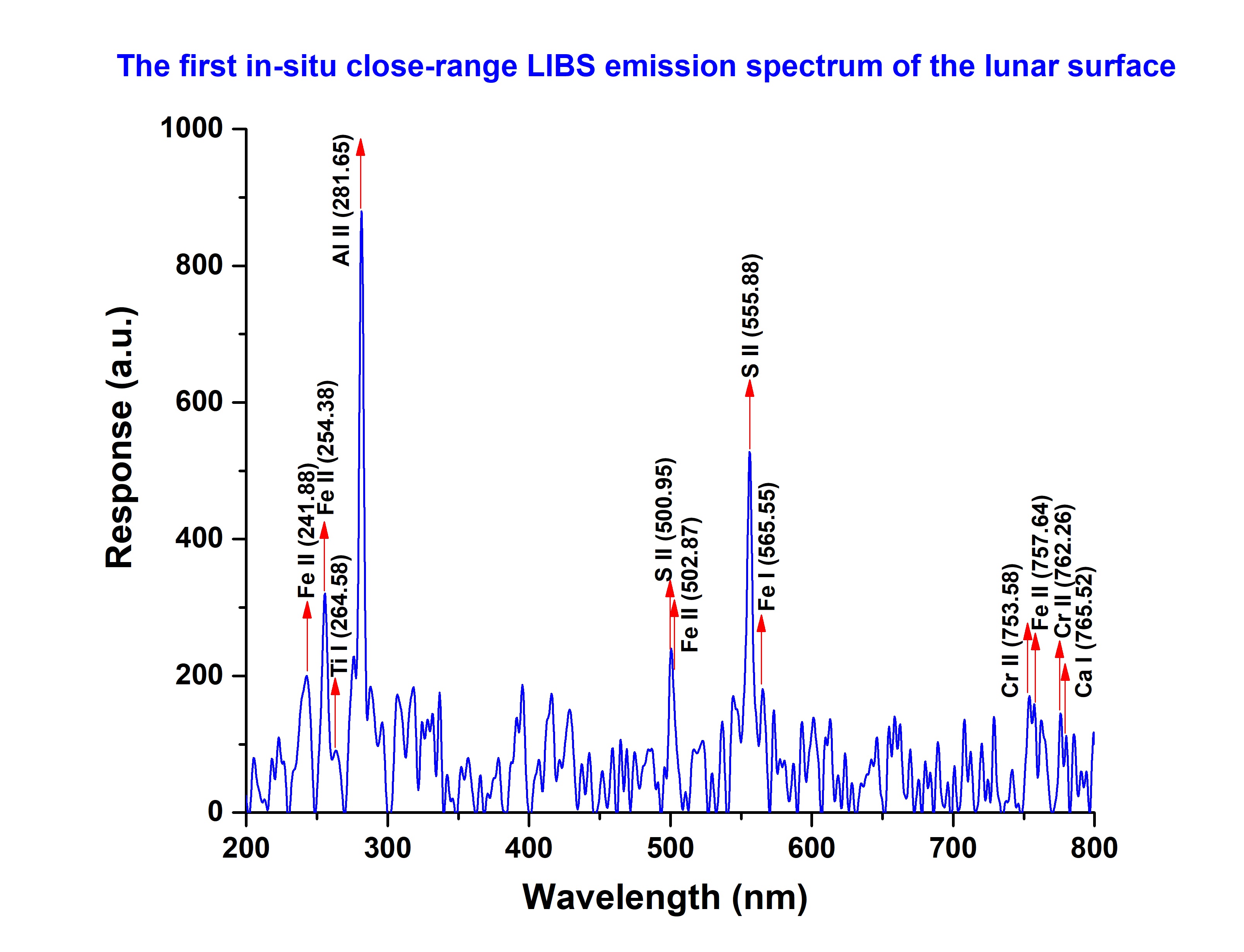
L'astromòbil Pragyan va detectar elements presents a la Lluna.

### Mesurament de plasma
El 31 d'agost de 2023, l'agència espacial ISRO va publicar les dades de densitat de plasma de l'instrument RAMBHA a bord del mòdul de descens Vikram. D'acord amb les primeres avaluacions, es va informar de densitats de plasma relativament baixes sobre la superfície lunar que variaven de 5 a 30 milions d'electrons per m3. L'avaluació es refereix a les primeres etapes del dia lunar.

### Mesures sísmiques
El mateix dia, ISRO va publicar dades de l'instrument ILSA que portava el mòdul de descens Vikram, proporcionant mesures de vibració del moviment de l'astromòbil el 25 d'agost i un presumpte esdeveniment natural el 26 d'agost. La causa d'aquest darrer esdeveniment és objecte d'investigació. Se sospita que és un terratrèmol lunar.